# Heart Shaker
Heart Shaker là bài hát được thu âm bởi nhóm nhạc nữ Hàn Quốc Twice, là đĩa đơn tiếng Hàn thứ tư của nhóm năm 2017. Bài hát được JYP Entertainment phát hành vào ngày 11 tháng 12 năm 2017 và do Genie Music phân phối.

## Bối cảnh và phát hành
Ngày 27 tháng 11 năm 2017, JYP Entertainment thông báo tái phát hành album phòng thu đầu tiên của Twice Twicetagram nhân dịp Giáng sinh với tựa đề Merry & Happy vào ngày 11 tháng 12. Ca khúc chủ đề Heart Shaker đã được tiết lộ vào ba ngày sau. Tên bài hát đã từng được hé lộ trong vài phân cảnh MV "Likey". Từ ngày 4-11 tháng 12, một số preview và teaser, kể cả lời bài hát đều được tiết lộ. Album cùng với MV cho ca khúc chủ đề chính thức phát hành vào ngày 11 tháng 12. Nó cũng được phát hành dưới dạng tải nhạc số trên các trang web âm nhạc khác nhau.

## Sáng tác
Heart Shaker được viết bởi nhóm sản xuất âm nhạc mang tên Galactika và đồng sáng tác bởi David Amber, người đã đồng sáng tác "Mystery" của Hyoyeon, và Sean Alexander, đồng sáng tác cho đĩa đơn "Lion Heart nghĩa là trái tim chú sư tử" của Girls 'Generation.
Tamar Herman từ Billboard mô tả bài hát là một bản nhạc pop tươi sáng được phối hợp từ phần đệm nhạc guitar funky, twinkling synths (nhạc cụ điện tử nhấp nháy), và sự dung hòa mềm mại để tạo ra một cảm giác mùa đông cổ điển, nhưng với giai điệu lạc quan và phân bổ các câu hát và điệp khúc đầy sức sống". Lời bài hát đề cập đến cảm xúc của một cô gái khi cô can đảm thú nhận với một người họ là người "làm thổn thức" (shaken) trái tim của cô.

## Video âm nhạc
Đoạn video teaser dài khoảng một phút dài cho Heart Shaker được phát hành vào ngày 4 tháng 12 năm 2017. Video cho thấy Twice trong trang phục áo thun tay dài màu trắng và quần jean biểu diễn đoạn điệp khúc của bài hát tại một gian hàng ở cửa hàng. Cùng với việc phát hành album, phiên bản đầy đủ của video âm nhạc theo chủ đề trái tim đã được tải lên trực tuyến vào ngày 11 tháng 12. Không giống như các đĩa đơn tiếng Hàn trước đây, MV tập trung vào vũ đạo theo hai phong cách khác biệt, một bên là retro và một là đầy sức sống, sôi nổi. Phần kết của MV là sự nhân đôi số lượng thành viên trong một đoạn nhảy kết, mang đến mười tám thành viên Twice thông qua vũ đạo phản chiếu.
Ngày 22 tháng 1 năm 2018, video âm nhạc đã đạt 100 triệu lượt xem trên YouTube, chỉ sau 41 ngày được đăng tải lên. Nó cũng vượt 200 triệu lượt xem vào ngày 11 tháng 7, trở thành video âm nhạc thứ năm của Twice làm được điều này.

## Quảng bá
Ngày 11 tháng 12 năm 2017, Twice đã phát sóng trực tiếp trên Naver V Live để chào mừng việc phát hành album với fan hâm mộ. Nhóm cũng tiết lộ vũ đạo đầy đủ của Heart Shaker. Ba ngày sau, nhóm tham dự Family Concert của SBS Love FM và biểu diễn live đầu tiên cho bài hát.
Sau đó, Twice biểu diễn Heart Shaker trên các chương trình âm nhạc - Music Bank, Show! Music Core và Inkigayo lần lượt vào ngày 15 đến 17 tháng 12.

## Hiệu suất thương mại
Bài hát ra mắt tại đầu bảng xếp hạng Digital Chart của Gaon và Kpop Hot 100 của Billboard Hàn Quốc. Nó cũng đứng ở vị trí thứ 2 và thứ 4 lần lượt trên bảng xếp hạng World Digital Songs của Billboard và Billboard Japan Hot 100.

## Phiên bản tiếng Nhật
Album tổng hợp thứ hai của Twice #Twice2, được phát hành vào ngày 6 tháng 3 năm 2019, bao gồm cả hai phiên bản tiếng Hàn và Nhật của "Heart Shaker". Phần lời bài hát tiếng Nhật được chấp bút bởi Risa Horie, Na.Zu.Na and Yu-ki Kokubo.

## Bảng xếp hạng

### Bảng xếp hạng hàng tuần
| Bảng xếp hạng (2017-18)               | Thứ hạng cao nhất |
| ------------------------------------- | ----------------- |
| Nhật Bản (Japan Hot 100)              | 4                 |
| Japan Digital Singles Chart (Oricon)  | 5                 |
| Philippines (Philippine Hot 100)      | 10                |
| Philippines (BillboardPH K-pop Top 5) | 1                 |
| Hàn Quốc (Gaon)                       | 1                 |
| Hàn Quốc (Kpop Hot 100)               | 1                 |
| Mỹ World Digital Songs (Billboard)    | 2                 |

### Bảng xếp hạng cuối năm
| Bảng xếp hạng (2018)     | Thứ hạng |
| ------------------------ | -------- |
| Nhật Bản (Japan Hot 100) | 41       |
| Hàn Quốc (Gaon)          | 38       |

## Giải thưởng
| Năm  | Giải thưởng                       | Hạng mục                   | Kết quả   | Chú thích |
| ---- | --------------------------------- | -------------------------- | --------- | --------- |
| 2017 | Gaon Chart Music Awards lần thứ 7 | Bài hát của năm - Tháng 12 | Đoạt giải | [ 32 ]    |

### Giải thưởng chương trình âm nhạc
| Chương trình           | Ngày                 | Chú thích |
| ---------------------- | -------------------- | --------- |
| M Countdown (Mnet)     | 21 tháng 12 năm 2017 | [ 33 ]    |
| M Countdown (Mnet)     | 28 tháng 12 năm 2017 | [ 34 ]    |
| Music Bank (KBS)       | 22 tháng 12 năm 2017 | [ 35 ]    |
| Music Bank (KBS)       | 29 tháng 12 năm 2017 | [ 36 ]    |
| Show! Music Core (MBC) | 23 tháng 12 năm 2017 | [ 37 ]    |
| Show! Music Core (MBC) | 13 tháng 1 năm 2018  | [ 38 ]    |
| Inkigayo (SBS)         | 24 tháng 12 năm 2017 | [ 39 ]    |
| Inkigayo (SBS)         | 31 tháng 12 năm 2017 | [ 40 ]    |
| Inkigayo (SBS)         | 7 tháng 1 năm 2018   | [ 41 ]    |